# Abraham Calazacón
Abraham Calazacón (Santo Domingo, 4 febbraio 1909 – Santo Domingo, 10 luglio 1981) è stato un politico ecuadoriano.
Nacque, figlio di Alejandro Calazacón, governatore del popolo Tsáchilas, e della moglie di lui Pascuala, nel villaggio della comunità Peripa, dove, nel 1542, pare si fossero stabiliti i primi Tsàchilas.
Come da tradizione, per cui gli sciamani iniziano sin da giovanissimi il percorso formativo nella loro arte sotto la guida di un maestro, sin da bambino Abraham Calazacón fu istruito dal padre all'arte di erborista e guaritore, ed acquistò, in questa veste, una fama che ben presto oltrepassò i confini dell'Ecuador, tanto da rendere noti ovunque gli stessi Tsáchilas come grandi guaritori. Egli conosceva caratteristiche botaniche e curative di circa 720 specie vegetali.
A tal proposito, si ricorda che molte specie botaniche conosciute e utilizzate nella formulazione di preparati degli Tsàchilas, non hanno ancora oggi una precisa classificazione scientifica. Non tutto il patrimonio di conoscenze botaniche e fitofarmaceutiche di questo guaritore fu tramandato ai successori.
Nel 1949 prese in moglie Celinda Aguavil (anch'essa Tsáchilas, come da tradizione che vuole che i membri del popolo Tsàchilas si sposino esclusivamente tra di loro), da cui ebbe otto figli.
Nel 1951, sia per essere il figlio maggiore di Alejandro, sia per la sua grande cultura, divenne a sua volta governatore del popolo Tsáchilas, che era diviso in otto comunità: Chihuilpe, Otongo, Mapalí, Búa, Peripa, Poste, Cóngoma Grande, Naranjo e Tahuaza.
Abraham Calazacón, persona decisa ed idealista, nel suo periodo di governo diede indirizzi alla politica Tsáchilas ancora oggi attuali ed applicati.
Con la costruzione, negli anni '40, della nuova strada che congiunge oggi Quito, Quevedo, Chone e Esmeraldas, gli Tsáchilas videro il loro territorio in parte occupato e distrutto dai lavori della nuova strada, ed in parte occupato da coloni provenienti da tutto l'Ecuador (in questo periodo, dal 1940 al 1960, la popolazione della Città aumentò di ben cinque volte), ivi attratti dalle possibilità di sviluppo economico connesse alla costruzione della nuova arteria viaria. Gli Tsáchilas poco potevano opporre a questo, in quanto non erano in grado di dimostrare la loro proprietà su questi terreni.
In seguito a questo, Abraham Calazacón iniziò una battaglia politica per vedere riconosciuti i diritti del suo popolo, e, nell'agosto del 1961, si recò, accompagnato da altri 100 rappresentanti, a Quito dall'allora Presidente della Repubblica José María Velasco Ibarra che accolse le istanze di Abraham Calazacón e degli Tsáchilas dando loro l'atto con cui si riconosceva il loro diritto e proprietà plurisecolare sopra il territorio. Successivamente, nel 1970, lo Stato Ecuatoriano, sempre per decreto del Presidente Velasco Ibarra, riconobbe il Governo della Nazione Tsàchilas, al fine di tutelarne i diritti e la cultura; Abraham Calazacón ne divenne il primo Governatore.
Morì in seguito ad un infarto cardiaco nel mentre riceveva la visita dell'attrice e cantante messicana Lucía Méndez, recatasi da lui per conoscerlo.
Alla morte, Abraham Calazacón venne sepolto nel cimitero della parrocchia di San Miguel, dove già giacevano i resti di vari suoi antenati.
Successivamente, la tomba venne profanata e la testa venne rubata. Non sono chiari i motivi del gesto, se fosse dovuto al desiderio di qualcuno di conservare una reliquia del grande guaritore o, più banalmente, per asportare la protesi dentaria aurea.
Ad Abraham Calazacón è oggi intitolata la Scuola Tecnica di Santo Domingo de los Colorados ed una delle vie principali della città.
Nel territorio Tsàchilas, accanto a quella che fu la casa di Abraham Calazacón, sorge oggi (dove è stata inaugurata nel 2008) la Aldea Colorada, museo della civiltà Tsàchilas.